# Bernadette Ravina
Bernadette Perrine-Ravina (18 febbraio 1975) è un'ex giavellottista mauriziana.
Vincitrice di numerosi titoli nazionali nel lancio del giavellotto e nel getto del peso, Ravina ha gareggiato soprattutto in ambito regionale riportando la medaglia di bronzo ai Giochi panafricani 1995 e due medaglie ai Campionati africani nel 1998 e nel 2002, oltre che aver partecipato e vinto numerosi riconoscimenti ai Giochi delle isole dell'Oceano Indiano.

## Palmarès
| Anno | Manifestazione                         | Sede         | Evento                 | Risultato | Prestazione | Note  |
| ---- | -------------------------------------- | ------------ | ---------------------- | --------- | ----------- | ----- |
| 1993 | Giochi delle isole dell'Oceano Indiano | Victoria     | Lancio del giavellotto | Bronzo    | –           |       |
| 1995 | Giochi panafricani                     | Harare       | Lancio del giavellotto | Bronzo    | 48,98 m     |       |
| 1996 | Campionati africani                    | Yaoundé      | Lancio del giavellotto | –         | –           |       |
| 1997 | Giochi della Francofonia               | Antananarivo | Lancio del giavellotto | Argento   | 49,85 m     |       |
| 1997 | Giochi della Francofonia               | Antananarivo | Getto del peso         | 5ª        | 13,40 m     |       |
| 1998 | Giochi delle isole dell'Oceano Indiano | Saint-Denis  | Lancio del giavellotto | Oro       | 48,75 m     | [ 3 ] |
| 1998 | Giochi delle isole dell'Oceano Indiano | Saint-Denis  | Getto del peso         | Argento   | –           |       |
| 1998 | Campionati africani                    | Dakar        | Lancio del giavellotto | Argento   | 46,79 m     |       |
| 1998 | Campionati africani                    | Dakar        | Getto del peso         | 5ª        | 12,65 m     |       |
| 2001 | Giochi della Francofonia               | Ottawa       | Lancio del giavellotto | 6ª        | 50,86 m     |       |
| 2002 | Giochi del Commonwealth                | Manchester   | Lancio del giavellotto | 8ª        | 49,58 m     |       |
| 2002 | Campionati africani                    | Radès        | Lancio del giavellotto | Bronzo    | 51,49 m     |       |
| 2003 | Giochi delle isole dell'Oceano Indiano | Moka         | Lancio del giavellotto | Oro       | 51,70 m     | [ 3 ] |
| 2006 | Campionati africani                    | Bambous      | Lancio del giavellotto | 6ª        | 46,11 m     |       |
| 2006 | Campionati africani                    | Bambous      | Getto del peso         | nm        | nm          |       |
| 2007 | Giochi delle isole dell'Oceano Indiano | Antananarivo | Lancio del giavellotto | Argento   | –           |       |
| 2010 | Campionati africani                    | Nairobi      | Lancio del giavellotto | 7ª        | 46,59 m     |       |
| 2011 | Giochi delle isole dell'Oceano Indiano | Victoria     | Lancio del giavellotto | Argento   | –           |       |
| 2011 | Giochi delle isole dell'Oceano Indiano | Victoria     | Getto del peso         | Bronzo    | –           |       |
| 2011 | Giochi panafricani                     | Maputo       | Lancio del giavellotto | 4ª        | 47,07 m     |       |
| 2012 | Campionati africani                    | Porto-Novo   | Lancio del giavellotto | 7ª        | 45,46 m     |       |
| 2015 | Giochi delle isole dell'Oceano Indiano | Saint-Denis  | Lancio del giavellotto | Bronzo    | 43,36 m     |       |
| 2015 | Giochi delle isole dell'Oceano Indiano | Saint-Denis  | Getto del peso         | Bronzo    | 12,16 m     |       |
| 2015 | Giochi delle isole dell'Oceano Indiano | Saint-Denis  | Lancio del disco       | Bronzo    | –           |       |